# 中国医师奖
中国医师协会中国医师奖，简称中国医师奖，是中国目前医师行业的最高荣誉，经卫生部授权，由中国医师协会于2003年设立，计划每年评选一次，授予在医学领域取得优异成绩和对人类健康事业做出重要贡献，促进中国医师队伍行业建设和卫生事业健康发展的医师及协会工作人员。中国医师奖证书由中国医师协会颁发。首届中国医师奖由于非典爆发，推迟于2004年6月24日在北京国际会议中心颁发。

## 历年获奖者

### 首届中国医师奖（2003年度，共39人）
- 张应天
- 孟绍菁
- 宋先忠
- 丁岩
- 凌锋
- 杨佳勇
- 丁义涛
- 张琪
- 颜德馨
- 李兰娟
- 莫一我
- 路新民
- 姜洪池
- 柴家科
- 肖明第
- 陈照祥
- 吴一龙
- 张运
- 穆荣肖
- 刘家发
- 吴疆
- 李建基
- 王义军
- 邱蔚六
- 吉中强
- 杨宣舒
- 张愈
- 钟南山
- 林江涛
- 周晋
- 王辰
- 龚莉
- 黄茂
- 李小平
- 张鑫生
- 廖小平
- 胡锡衷
- 钱桂生
- 李兆申

### 第二届中国医师奖（2005年度，共65人）
- 马依彤
- 尹常健
- 牛义民
- 王锋
- 王正敏
- 王建业
- 王冠军
- 兰培丽
- 冯关力
- 石礼
- 刘玉洁
- 刘立群
- 吕刚
- 孙燕
- 庄仕华
- 邢泉生
- 吴斌
- 张延杰
- 张西洲
- 张晓莺
- 王宇田
- 王坤根
- 苏肇伉
- 辛畅泰
- 谭秀玲
- 石西安
- 任汉云
- 陈焕章
- 周兵
- 魏奉才
- 张微微
- 许纯孝
- 许燕峰
- 侯凡凡
- 侯本祥
- 张繁友
- 廖灿
- 夏医君
- 夏桂成
- 董平栓
- 时军
- 李佩璋
- 杨志敏
- 杨连举
- 杨国慧
- 邱勇
- 陈凤坤
- 陈克进
- 陈规划
- 陈曼仙
- 周礼荣
- 周定标
- 林国英
- 苗毅
- 郑卫琴
- 战胜军
- 施秉银
- 赵忠厚
- 郝希山
- 唐锡尔
- 徐永健
- 郭涛
- 郭玉新
- 顾承雄
- 梅长林